# Scolecocampa atrosignata
Scolecocampa atrosignata là một loài bướm đêm trong họ Erebidae.